# 路希
路希（1928年—2012年2月21日），原名段春华，男，河北青县人，中国话剧表演艺术家、编剧、导演，天津人民艺术剧院一级演员，国家有突出贡献话剧艺术家。